# Calliomphalus
Genre
Calliomphalus est un genre fossile de mollusques gastéropodes marins de la famille des Eucyclidae (ou des Calliotropidae, selon les auteurs) dans l'ordre des Vetigastropoda.

## Liste d'espèces
- †Calliomphalus angustus (Sohl, 1960)
- †Calliomphalus bicarinatus Abbass, 1967
- †Calliomphalus conanti (Sohl, 1960)
- †Calliomphalus decoris (Sohl, 1960)
- †Calliomphalus elegans Beizel, 1983 (Crétacé en Sibérie)
- †Calliomphalus galalaensis Abbass, 1967
- †Calliomphalus microcancelli Stephenson, 1941

### Publication originale
- (fr) Cosmann M., 1888, « Catalogue illustré de coquilles fossiles de l’Éocène des environs de Paris », (trois fascicules), Annales de la Société Royale Malacologique de Belgique, vol. 23, p. 3-328.